# Belvèze-du-Razès
Belvèze-du-Razès település Franciaországban, Aude megyében. Lakosainak száma 841 fő (2022. január 1.). Belvèze-du-Razès Alaigne, Bellegarde-du-Razès, Cailhau, Cambieure, Gramazie, Mazerolles-du-Razès és Routier községekkel határos.

## Népesség
A település népessége az elmúlt években az alábbi módon változott:
| Lakosok száma | 610  | 738  | 836  | 766  | 877  | 865  | 868  | 857  | 853  | 841  |
|               | 1968 | 1982 | 1990 | 2006 | 2013 | 2015 | 2017 | 2019 | 2020 | 2022 |